# Jean-Pierre Grin-Hofmann

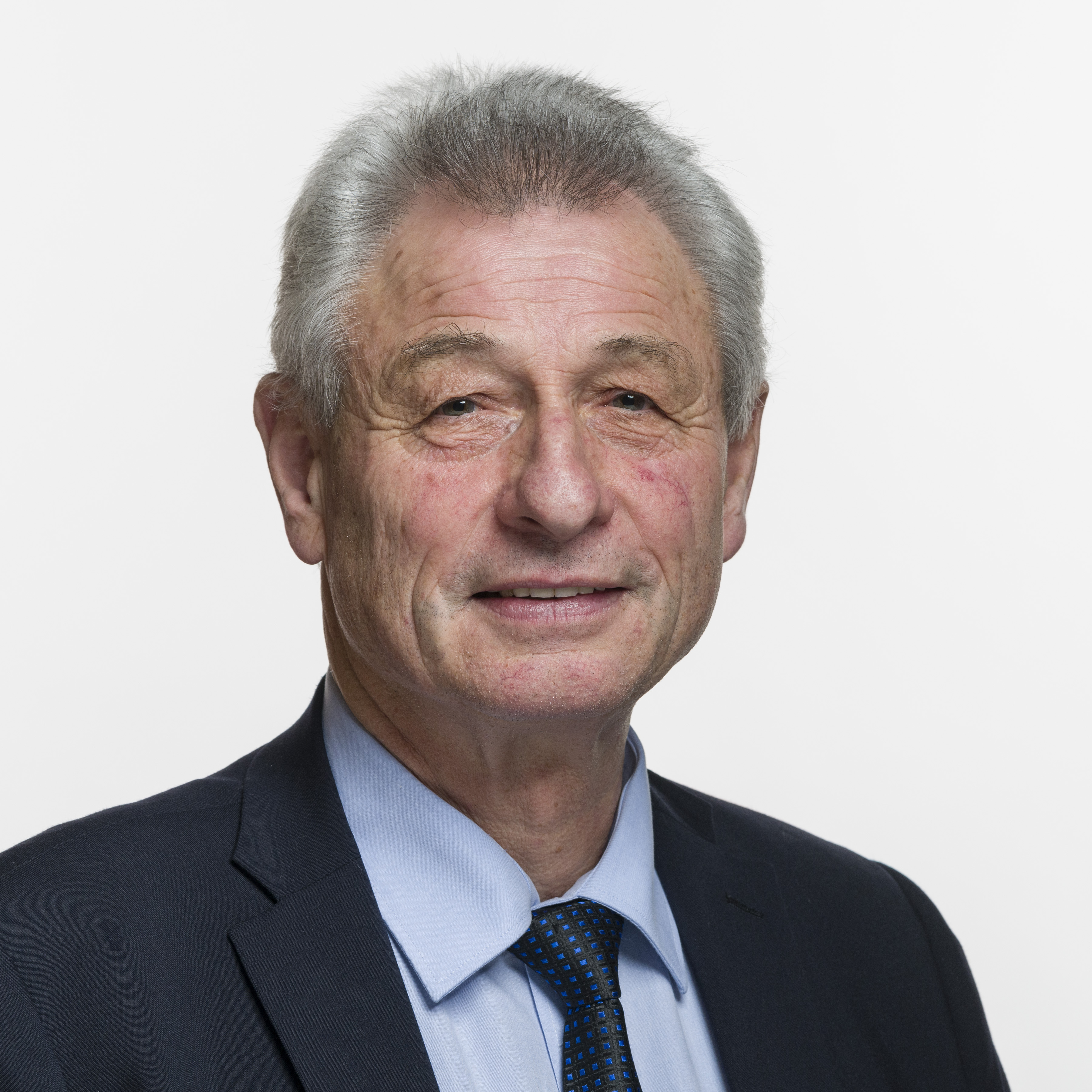
Jean-Pierre Grin-Hofmann

Jean-Pierre Grin-Hofmann (* 16. März 1947 in Valeyres-sous-Rances; heimatberechtigt in Belmont-sur-Yverdon) ist ein Schweizer Politiker (SVP) und Mitglied des Nationalrates.

## Leben
Grin-Hofmann ist Landwirt. Nach dem Besuch der kantonalen Landwirtschaftsschule in Marcelin übernahm er mit 21 Jahren den Hof seiner Eltern. 1974 erlangte er das eidgenössische Diplom.
Er ist verheiratet und hat einen Sohn (* 1971) sowie zwei Töchter (* 1983 und 1984). Ein weiterer Sohn (* 1974) verunglückte 1980 tödlich bei einem Unfall mit einer landwirtschaftlichen Maschine.
Im Juli 2012 war er in einen tödlichen Unfall mit seinem Traktor verwickelt. Im Juni 2014 wurde er wegen fahrlässiger Tötung bei «durchschnittlichem Verschulden» zu einer bedingten Geldstrafe von 30 Tagessätzen und einer Busse von 1000 Franken verurteilt.

## Politik
Grin-Hofmann war von 1967 bis 1973 in der Legislative von Pomy tätig, ab 1974 in der Exekutive. Von 1994 bis 2011 war er Gemeindepräsident von Pomy. Von 1998 bis 2007 sass er im Kantonsparlament des Kantons Waadt, wo er Fraktionspräsident der SVP war.
Bei den Schweizer Parlamentswahlen 2007 wurde er in den Nationalrat gewählt und 2011, 2015 sowie 2019 wiedergewählt. Im Rat gehört er der Finanzkommission, der Delegation bei der parlamentarischen Versammlung der Frankophonie (2018/2019 Präsident) sowie der Delegation beim Europarat an. Zudem ist er Co-Präsident der parlamentarischen Gruppe «Nachhaltigkeitsziele 2030» und Mitglied der Gruppen «Bildung, Forschung und Innovation», «Biodiversität und Artenschutz», «Für ein freiheitliches Waffenrecht», «Genf International», «lingua e cultura rumantscha», «Luft- und Raumfahrt», «Pfadibewegung Schweiz», «Sport», «Wasserstoff» sowie «Wohn- und Grundeigentum» (Stand: April 2022). Als Doyen des Rats kündigte er 2021 an, 2023 zurückzutreten.
Grin-Hofmann gilt als umgänglich, wenn auch in Finanzfragen entschieden, und als Brückenbauer zwischen Rechts und Links. Er ist Verfechter eines hohen Selbstversorgungsgrades bei der Ernährung.

## Trivia
Auslöser des berühmt gewordenen Lachanfalls von Bundesrat Hans-Rudolf Merz während einer Nationalratssitzung war eine Anfrage von Grin-Hofmann hinsichtlich des Zolltarifs für gewürztes Fleisch. Nicht der Inhalt der Antwort des Finanzdepartements war ein Grund zum Lachen, sondern vielmehr die Tatsache, dass der zuständige Beamte des Finanzdepartements die Stellungnahme so umständlich und kompliziert verfasst hatte, dass Merz selbst teilweise nicht mehr verstanden hatte, was er in seiner offiziellen Antwort vorlas.